# Лизунова, Акулина Никифоровна
Акулина Никифоровна Лизунова (15 июня 1907, стан. Варениковская, Таманский отдел, Кубанская область, Российская империя — ?) — звеньевая виноградарского совхоза имени Молотова Министерства пищевой промышленности СССР (Анапский район Краснодарского края), Герой Социалистического Труда (1950).

## Биография
Родилась 15 июня 1907 года в станице Варениковской Темрюкского отдела Кубанской области (ныне — Крымского района Краснодарского края). По национальности русская.
В 1939 году трудоустроилась в совхоз имени Молотова (Анапский район Краснодарского края) рабочей виноградарской бригады. В 1944 году стала звеньевой виноградарского звена, по итогам 1949 года звено собрало урожай винограда 100,2 центнера с гектара на участке в 5 гектаров.
Указом Президиума Верховного Совета СССР от 26 сентября 1950 года «за получение высоких урожаев винограда в 1949 году» удостоена звания Героя Социалистического Труда с вручением ордена Ленина и медали «Серп и Молот». Этим же указом ещё 19 работников совхоза имени Молотова были удостоены звания Героя Труда, в том числе директор совхоза П. В. Яворский.
По итогам 1952 года Акулина Никифоровна была награждена вторым орденом Ленина. В 1953 году её звено собрало урожай винограда шампанских сортов 156,2 центнера с гектара на участке 10 гектаров, звеньевая была награждена третьим орденом Ленина.
Многократный участник Всесоюзной сельскохозяйственной выставки (ВСХВ). Работала в совхозе до выхода на пенсию в середине 1960-х годов.
Награждена 3 орденами Ленина (26.09.1950; 03.11.1953; 26.02.1955), медалями, а также медалями ВСХВ.